# Pietro Bertolazzo
Pietro "Pierino" Bertolazzo (Vercelli, 17 d'abril de 1906 - Diano Marina, Ligúria, 16 de febrer de 1964) va ser un ciclista italià que va córrer durant les dècades de 1920 i 1930.
En el seu palmarès destaca la medalla d'or al Campionat del Món de ruta amateur de 1929. Un cop retirat fou periodista a La Stampa i posteriorment va dirigir diferents equips ciclistes.

## Palmarès
- 1928
  - 1r a la Coppa Città di Asti
- 1929
  -  Campió del món en ruta amateur
- 1930
  - 1r a la Coppa Città di Asti